# Bibo Films
Pour les articles homonymes, voir Bibo (homonymie).
Bibo Films est un studio de production et d'animation français créé par Éric Bergeron et Pascal Chevé en 1993.

## Histoire
Éric Bergeron et Pascal Chevé créent Bibo Films en 1993. Le studio réalise des films publicitaires, des courts métrages d'animation, des séries télévisées. Le studio participe à l'animation de Persepolis de Marjane Satrapi et Vincent Paronnaud. En 2009, Bibo Films réalise le premier long métrage d'animation d'Éric Bergeron, Un monstre à Paris, qui sort fin 2011.

## Filmographie

### Longs-métrages
- 2007 : Persepolis, réalisé par Marjane Satrapi
- 2011 : Un monstre à Paris, réalisé par Eric Bergeron

### Courts-métrages
- 2002 : Le Papillon, réalisé par Antoine Antin et Jenny Rakotomamonjy
- 2003 : Monsieur Carré, réalisé par Antoine Antin
- 2003 : Les fœtus de la mer de fesse, réalisé par Gark
- Vilain Crapaud, réalisé par Gark

### Séries télévisées
- 1998 : Jean-Luc et Faipassa, réalisée par Gark
- 2000 : Les Lascars